# جون كارل هينشاو
جون كارل هينشاو هو سياسي أمريكي، ولد في 28 يوليو 1894 في شيكاغو في الولايات المتحدة، وتوفي في 5 أغسطس 1956 في بيثيسدا في الولايات المتحدة. نشط حزبياً في الحزب الجمهوري. وقد انتخب عضو مجلس النواب الأمريكي ‏.